# Palais des sultans bamouns
Le Palais des sultans bamouns est un édifice historique de la ville de Foumban, capitale du département Noun. Il est le siège du royaume Bamoun, où réside le sultan, roi du peuple bamoun établi à l'est de la rivière Noun.

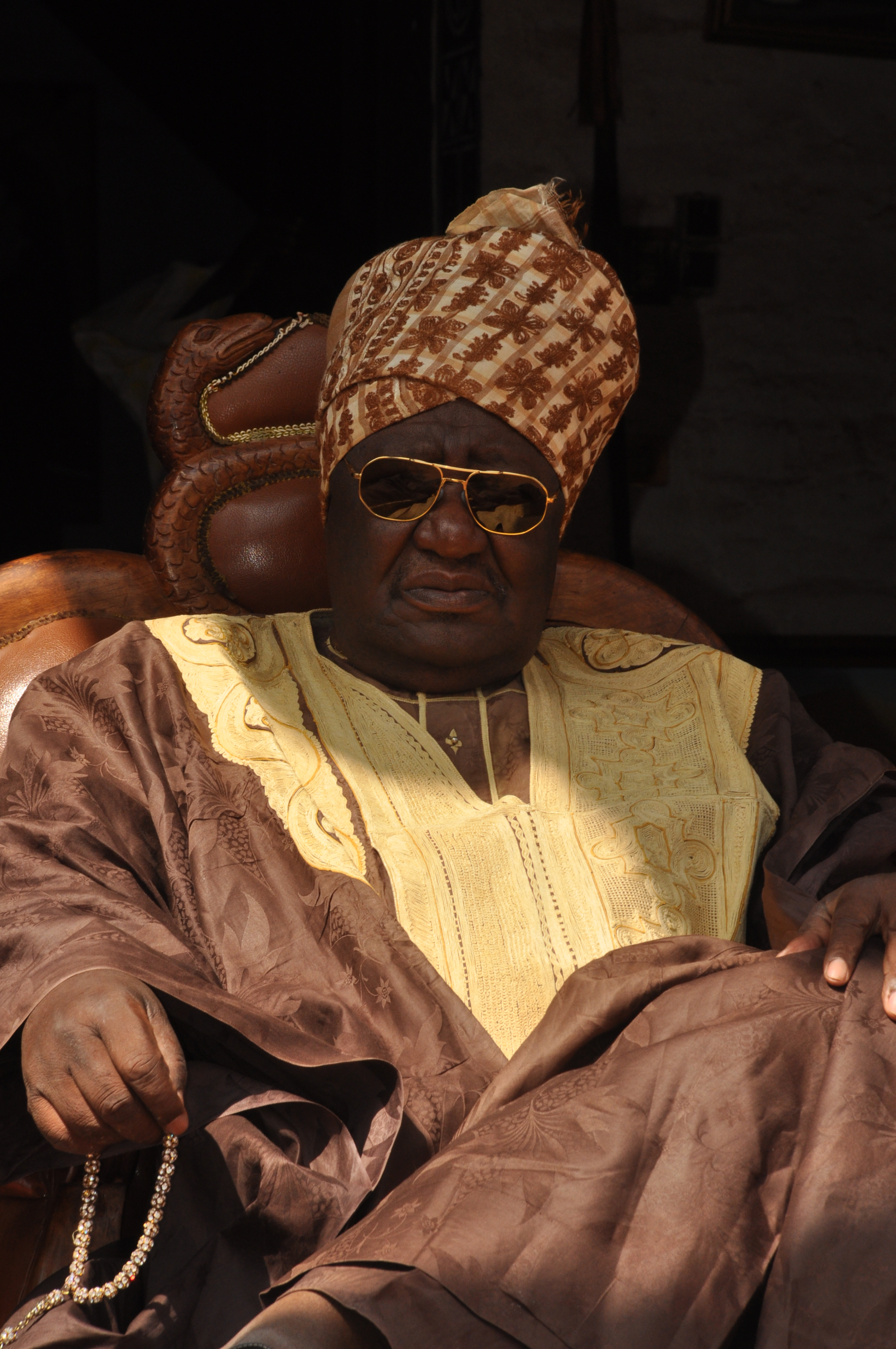
Le sultan Ibrahim Mbomba Njoya dans la cour du palais.

## Histoire
Le Palais royal de Foumban, où le roi des Bamouns réside encore de nos jours, a été construit en 1917 dans le style germanique bavarois.
Le Musée du Palais raconte l'histoire de la dynastie des rois Bamoun de 1394 à nos jours, avec des informations sur le plus célèbre des rois bamoun, Ibrahim Njoya, décédé en 1933, qui créa à la fin du XIXe siècle un système d'écriture appelé l'écriture shü-mom.